# Elon Lages Lima
Elon Lages Lima (Maceió, 9 luglio 1929 – Rio de Janeiro, 7 maggio 2017) è stato un matematico brasiliano, conosciuto per i suoi contributi in topologia differenziale, topologia algebrica e geometria differenziale.
Figura importante nello sviluppo della matematica in Brasile, il suo stile fu ampiamente influenzato da quello del gruppo Bourbaki. In ambito topologico, lo spectrum è una nozione da lui introdotta.

## Biografia
Iniziò la sua carriera come insegnante a Fortaleza. Nel 1953 si laureò in matematica presso l'Universidade do Brasil (l'odierna Università federale di Rio de Janeiro), mentre cinque anni dopo ottenne un dottorato di ricerca all'Università di Chicago sotto la tutela di Edwin Henry Spanier. In passato membro della Guggenheim Fellowship, nel corso della sua vita fece parte anche dell'accademia brasiliana delle scienze e dell'accademia scientifica TWAS.  
Figura importante nello sviluppo della matematica in Brasile, scrisse oltre venti libri in materia, sei dei quali destinati ad insegnanti della scuola secondaria. Tra il 1990 ed il 1995 coordinò personalmente il progetto IMPA-VITAE, avente lo scopo di migliorare le competenze dei professori di matematica di undici città brasiliane.
Per i suoi numerosi contributi fu insignito della grã-cruz (Gran Croce) dell'Ordine nazionale al merito scientifico.